# Santé à Maurice
La santé à Maurice est servie par un système de santé typique de celui des pays insulaires en développement rapide.

## Histoire

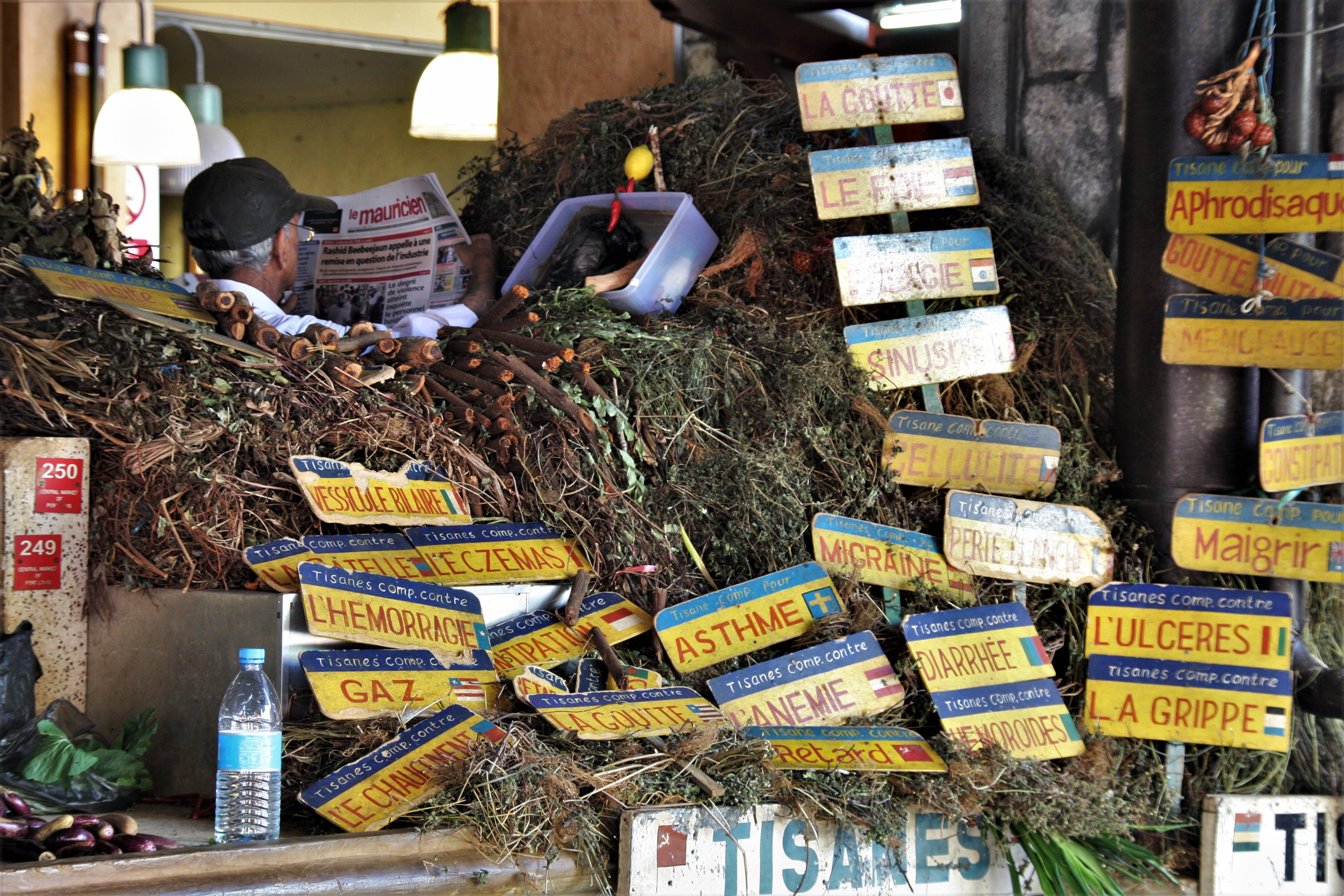
Vente d'herbes médicinales au marché central de Port-Louis.

D'après Jean-Baptiste Bory de Saint-Vincent, qui arrive à Maurice en mars 1801, « tous les navires qui arrivent dans l'île, sont scrupuleusement visités par une commission de médecins et de chirurgiens, depuis que la petite vérole a emporté la moitié des habitants du pays, il y a une quinzaine d'années ». D'après lui, « cette maladie était inconnue dans la colonie, et l'on prétend qu'un vaisseau de Nantes l'apporta. Les ravages qu'elle occasionna furent affreux ; les particuliers assez heureux pour y échapper, furent ruinés par la perte de leurs noirs ; ces derniers mouraient en plus grand nombre que les blancs, malgré les secours qu'on leur prodigua ». Il ajoute que la colonie de l'île Bourbon ayant été informée à temps de l'épidémie, elle interrompit toutes les communications avec sa voisine, ce qui fait dire au naturaliste que « les malheureux habitans de l'île-de-France étaient abandonnés comme des pestiférés ».
Quoi qu'il en soit, l'auteur considère vaines les précautions auxquelles il est confronté par la commission de médecins et se demande dans son Voyage dans les quatre principales îles des mers d'Afrique si l'on ne pourrait pas établir sur l'un des îlots au large de l'île Maurice « une sorte de lazaret » où tout un chacun viendrait se faire vacciner pendant la saison la plus propice à l'épidémie. Cependant, il reconnaît que « parler de propager la petite vérole à des personnes encore effrayées par ses ravages, et auxquelles cette maladie a ravi ce qu'elles avoient de plus précieux, c'est parler comme la princesse Cassandre, que les Troyens n'écoutaient pas ».